# 坂出北インターチェンジ
坂出北インターチェンジ（さかいできたインターチェンジ）は、香川県坂出市西大浜北4丁目にある瀬戸中央自動車道のインターチェンジ (IC) である。
本州の早島IC/TB方面のみ出入りが可能なハーフインターチェンジのため、四国内から高速道路に乗り四国内で降りる場合、一つ手前の坂出TB/ICで降りなければ、与島IC
/PAまで行くことになる。
なお、2017年（平成29年）7月21日に坂出TB/IC方面の出入口を、ETC専用のスマートIC形式で新設し、フルIC化する事業が新規に採択された。
フルIC化後、ETC非搭載車両は当ICを利用できなくなるため、坂出TB/ICを利用することになる。
また、岡山方面から坂出市と宇多津町および、丸亀市の中心部に行く場合は当ICが近い。

## 周辺
- 香川県立坂出工業高等学校
- 坂出市立坂出小学校
- 番の州公園
- 坂出市立病院
- 坂出市民美術館

## 接続する道路
- 香川県道192号瀬居坂出港線（さぬき浜街道）

## 料金所
- ブース数 : 5

### 入口
- ブース数 : 2
  - ETC専用および一般またはETC・一般の可変式ブース : 1
  - 一般 : 1

### 出口
- ブース数 : 3
  - ETC専用 : 1
  - 一般 : 2

## 隣
E30 瀬戸中央自動車道
(3)児島IC - 鷲羽山北BS - 櫃石島IC - 岩黒島IC - 与島IC/PA - (4)坂出北IC - (5)坂出TB/IC
- 櫃石島IC、岩黒島IC、与島ICは島民および緊急車両や路線バス、郵便物集配車両などが利用できるICで一般車両は進入禁止。
- 一般車両は坂出TB/IC方面の坂出北ICまで乗り降りができない。